# Linea Meitetsu Toyokawa
La linea Meitetsu Toyokawa (名鉄豊川線?, Meitetsu Toyokawa-sen) è una ferrovia urbana della città di Toyohashi, nella prefettura di Aichi, a scartamento ridotto che collega le stazioni di Kō e Toyokawa-Inari in Giappone. La linea è gestita dalle Ferrovie di Nagoya.

## Dati principali
- Lunghezza: 7,2 km
- Numero di stazioni: 5
- Scartamento: 1,067 mm
- Binari: tutta la linea è a binario singolo
- Elettrificazione: 1,500 V CC
- Sistema di blocco: automatico
- Velocità massima: 85 km/h

## Servizi
Nei giorni feriali, dalla stazione di Toyokawa-Inari, il primo treno parte attorno alle 5 della mattina diretto a Kō, quindi alle 6 un altro treno fermante a Kō seguito da un rapido diretto per Nagoya. Alle 7 circolano due treni, un Espresso limitato rapido e un Espresso Limitato, oltre a due locali che viaggiano solo sulla linea. Dalle 8 circolano quindi solo 4 treni locali all'ora, e di nuovo dall'ora di pranzo percorrono la linea circa 4 treni all'ora, sia locali che Espressi Limitati.
Di seguito sono indicati i tipi di treni con l'abbreviazione utilizzata in tabella. 
■ Semiespresso (準急?, Junkyū) SE
■ Espresso (急行?, Kyūkō) EX
■ Espresso limitato (特急?, Tokkyū) EL
■ Espresso limitato rapido (快速特急?, Kaisoku-tokkyū) ER

## Stazioni
- Tutte le stazioni si trovano a Toyohashi, nella prefettura di Aichi.
- Tutti i treni locali fermano in tutte le stazioni (non indicati in tabella)
- Le fermate sono aggiornate agli orari del 17 dicembre 2001.
- I treni Espressi Limitati ed Espressi Limitati Rapidi che partono da Toyokawa-Inari fermano a tutte le stazionidella linea, mentre fuori dalla linea assumono i rispettivi schemi di fermate.

Legenda
Fermate "●": tutti i treni fermano; "▲": alcuni treni fermano; "｜": il treno non ferma
Binari (tutta la linea è a binario singolo):"｜": i treni non si possono incrociare; ∨,∧ e ◇: i treni possono incrociarsi/semaforo
| Stazione                   | Giapponese     | Distanza interst. | Distanza totale | SE | EX | EL | ER | Collegamenti                              | Binari |
| -------------------------- | -------------- | ----------------- | --------------- | -- | -- | -- | -- | ----------------------------------------- | ------ |
| Kō                         | 国府           | -                 | 0.0             | ●  | ●  | ●  | ▲  | ■ Linea Meitetsu Nagoya (servizi diretti) | ∨      |
| Yawata                     | 八幡           | 2.5               | 2.5             | ●  | ●  | ▲  | ▲  |                                           | ◇      |
| Semaforo di Suwa-Shinmichi | 諏訪新道信号場 | -                 | (3.8)           | ｜ | ｜ | ｜ | ｜ |                                           | ◇      |
| Suwachō                    | 諏訪町         | 1.9               | 4.4             | ●  | ●  | ▲  | ▲  |                                           | ｜     |
| Inariguchi                 | 稲荷口         | 1.6               | 6.0             | ●  | ●  | ▲  | ▲  |                                           | ◇      |
| Toyokawa-Inari             | 豊川稲荷       | 1.2               | 7.2             | ●  | ●  | ▲  | ▲  | ■ Linea Iida (Toyokawa)                   | ∧      |